# Liste der Einträge im National Register of Historic Places im Cook County (Illinois)/außerhalb von Chicago

Lage des Cook County in Illinois

Die Liste der Einträge im National Register of Historic Places im Cook County in Illinois führt alle Bauwerke und historischen Stätten im Cook County auf, die in das National Register of Historic Places aufgenommen wurden.
Die Liste gliedert sich in fünf Teile:
- Liste der Einträge im National Register of Historic Places in Chicago-Zentrum
- Liste der Einträge im National Register of Historic Places in Chicago-Nord
- Liste der Einträge im National Register of Historic Places in Chicago-West
- Liste der Einträge im National Register of Historic Places in Chicago-Süd
- Liste der Einträge im National Register of Historic Places im Cook County außerhalb von Chicago

## Legende
| NRHP | Historic Place                      |
| HD   | Historic District                   |
| NHL  | National Historic Landmark          |
| NHLD | National Historic Landmark District |

## Aktuelle Einträge
In dieser Tabelle sind die NRHP-Einträge im Cook County außerhalb von Chicago aufgeführt.
| [ 2 ] | Name                                                                | Bild                                                                | Eintragsdatum                                  | Lage | Ort                                                           | Beschreibung |
| ----- | ------------------------------------------------------------------- | ------------------------------------------------------------------- | ---------------------------------------------- | --- | ------------------------------------------------------------- | --- |
| 1     | Mrs. Henry F. Akin House                                            |                                                                     | 1992 ID-Nr. 92000487                           | 901 South 8th Avenue 41° 52′ 46″ N, 87° 50′ 31″ W | Maywood                                                       | |
| 2     | American State Bank                                                 | American State Bank                                                 | 2000 ID-Nr. 00000951                           | 6801 West Cermak Road 41° 51′ 1″ N, 87° 47′ 37″ W | Berwyn                                                        | |
| 3     | Andridge Apartments                                                 | Andridge Apartments                                                 | 1984 ID-Nr. 84000927                           | 1627-1645 Ridge Avenue und 1124-1136 Church Street 42° 2′ 54″ N, 87° 41′ 19″ W | Evanston                                                      | |
| 4     | Baha'i Temple                                                       | Baha'i Temple                                                       | 1978 ID-Nr. 78001140                           | 100 Linden Avenue 42° 4′ 27″ N, 87° 41′ 3″ W | Wilmette                                                      | |
| 5     | Bailey-Michelet House                                               | Bailey-Michelet House                                               | 1982 ID-Nr. 82002533                           | 1028 Sheridan Road 42° 4′ 52″ N, 87° 41′ 40″ W | Wilmette                                                      | |
| 6     | Frank J. Baker House                                                | Frank J. Baker House                                                | 1974 ID-Nr. 74000759                           | 507 Lake Avenue 42° 4′ 42″ N, 87° 41′ 40″ W | Wilmette                                                      | |
| 7     | Hiram Baldwin House                                                 | Hiram Baldwin House                                                 | 1983 ID-Nr. 83000307                           | 205 Essex Road 42° 5′ 12″ N, 87° 42′ 34″ W | Kenilworth                                                    | |
| 8     | Nathaniel Moore Banta House                                         | Nathaniel Moore Banta House                                         | 1998 ID-Nr. 98000465                           | 514 North Vail Avenue 42° 5′ 17″ N, 87° 59′ 4″ W | Arlington Heights                                             | |
| 9     | Barrington Historic District                                        | Barrington Historic District                                        | 1986 ID-Nr. 86001047                           | Abgegrenzt durch die Eisenbahngleise der ehemaligen Chicago and North Western Railway, South Spring Street, Grove Street, East Hillside Avenue, West Coolidge Avenue und Dundee Avenue 42° 9′ 2″ N, 88° 8′ 13″ W | Barrington                                                    | |
| 10    | Alfred Bersbach House                                               | Alfred Bersbach House                                               | 2003 ID-Nr. 03000941                           | 1120 Michigan Avenue 42° 4′ 59,1″ N, 87° 41′ 40,9″ W | Wilmette                                                      | |
| 11    | Berwyn Health Center                                                | Berwyn Health Center                                                | 2002 ID-Nr. 02001352                           | 6600 West 26th Street 41° 50′ 36,4″ N, 87° 47′ 17″ W | Berwyn                                                        | |
| 12    | Berwyn Municipal Building                                           | Berwyn Municipal Building                                           | 2001 ID-Nr. 01000865                           | 6700 West 26th Street 41° 50′ 35″ N, 87° 47′ 28″ W | Berwyn                                                        | |
| 13    | Bloom Township High School                                          | Bloom Township High School                                          | 1982 ID-Nr. 82002527                           | 10th Street, Dixie Highway und Chicago Heights Street 41° 30′ 52″ N, 87° 38′ 37″ W | Chicago Heights                                               | |
| 14    | Jacob Bohlander House                                               | Jacob Bohlander House                                               | 1989 ID-Nr. 89001113                           | 316 North 4th Avenue 41° 53′ 27″ N, 87° 50′ 18″ W | Maywood                                                       | |
| 15    | Building at 1101-1113 Maple Avenue                                  | Building at 1101-1113 Maple Avenue                                  | 1984 ID-Nr. 84000960                           | 1101-1113 Maple Avenue 42° 2′ 17″ N, 87° 41′ 6″ W | Evanston                                                      | |
| 16    | Building at 1209-1217 Maple Avenue                                  | Building at 1209-1217 Maple Avenue                                  | 1984 ID-Nr. 84000964                           | 1209-1217 Maple Avenue 42° 2′ 24″ N, 87° 41′ 6″ W | Evanston                                                      | |
| 17    | Building at 1301-1303 Judson Avenue                                 | Building at 1301-1303 Judson Avenue                                 | 1984 ID-Nr. 84000968                           | 1301-1303 Judson Avenue 42° 2′ 29″ N, 87° 40′ 36″ W | Evanston                                                      | |
| 18    | Building at 1305-1307 Judson Avenue                                 | Building at 1305-1307 Judson Avenue                                 | 1984 ID-Nr. 84000966                           | 1305-1307 Judson Avenue 42° 2′ 30″ N, 87° 40′ 37″ W | Evanston                                                      | |
| 19    | Building at 1316 Maple Avenue                                       | Building at 1316 Maple Avenue                                       | 1984 ID-Nr. 84000969                           | 1316 Maple Avenue 42° 2′ 31″ N, 87° 41′ 9″ W | Evanston                                                      | |
| 20    | Building at 1401-1407 Elmwood Avenue                                | Building at 1401-1407 Elmwood Avenue                                | 1984 ID-Nr. 84000973                           | 1401-1407 Elmwood Avenue 42° 2′ 35″ N, 87° 41′ 0″ W | Evanston                                                      | |
| 21    | Building at 1505-1509 Oak Avenue                                    | Building at 1505-1509 Oak Avenue                                    | 1984 ID-Nr. 84000976                           | 1505-1509 Oak Avenue 42° 2′ 43″ N, 87° 41′ 12″ W | Evanston                                                      | |
| 22    | Building at 1929-1931 Sherman Avenue                                | Building at 1929-1931 Sherman Avenue                                | 1984 ID-Nr. 84000978                           | 1929-1931 Sherman Avenue 42° 3′ 12″ N, 87° 40′ 54″ W | Evanston                                                      | |
| 23    | Building at 2517 Central Street                                     | Building at 2517 Central Street                                     | 1984 ID-Nr. 84000980                           | 2517 Central Street 42° 3′ 53″ N, 87° 42′ 31″ W | Evanston                                                      | |
| 24    | Building at 2519 Central Street                                     | Building at 2519 Central Street                                     | 1984 ID-Nr. 84000982                           | 2519 Central Street 42° 3′ 53″ N, 87° 42′ 33″ W | Evanston                                                      | |
| 25    | Building at 2523 Central Street                                     | Building at 2523 Central Street                                     | 1984 ID-Nr. 84000983                           | 2523 Central Street 42° 3′ 53″ N, 87° 42′ 35″ W | Evanston                                                      | |
| 26    | Building at 417-419 Lee Street                                      | Building at 417-419 Lee Street                                      | 1984 ID-Nr. 84000942                           | 417-419 Lee Street 42° 2′ 10″ N, 87° 40′ 39″ W | Evanston                                                      | |
| 27    | Building at 548-606 Michigan Avenue                                 | Building at 548-606 Michigan Avenue                                 | 1984 ID-Nr. 84000945                           | 548-606 Michigan Avenue 42° 1′ 43″ N, 87° 40′ 21″ W | Evanston                                                      | |
| 28    | Building at 813-815 Forest Avenue                                   | Building at 813-815 Forest Avenue                                   | 1984 ID-Nr. 84000950                           | 813-815 Forest Avenue 42° 1′ 58″ N, 87° 40′ 26″ W | Evanston                                                      | |
| 29    | Building at 923-925 Michigan Avenue                                 | Building at 923-925 Michigan Avenue                                 | 1984 ID-Nr. 84000953                           | 923-925 Michigan Avenue 42° 2′ 5″ N, 87° 40′ 23″ W | Evanston                                                      | |
| 30    | Building at 999 Michigan, 200 Lee                                   | Building at 999 Michigan, 200 Lee                                   | 1984 ID-Nr. 84000958                           | 999 Michigan Avenue und 200 Lee Street 42° 2′ 8″ N, 87° 40′ 24″ W | Evanston                                                      | |
| 31    | Buildings at 1104-1110 Seward                                       | Buildings at 1104-1110 Seward                                       | 1986 ID-Nr. 86001743                           | 1104-1110 Seward Street 42° 1′ 44″ N, 87° 41′ 16″ W | Evanston                                                      | |
| 32    | Buildings at 815-817 Brummel and 819-821 Brummel                    | Buildings at 815-817 Brummel and 819-821 Brummel                    | 1984 ID-Nr. 84000952                           | 815-817 sowie 819-821 Brummel Street 42° 1′ 17″ N, 87° 41′ 4″ W | Evanston                                                      | |
| 33    | Mr. James Kent Calhoun House                                        | Mr. James Kent Calhoun House                                        | 2010 ID-Nr. 09000780                           | 740 Greenwood Avenue 42° 8′ 3″ N, 87° 45′ 44,8″ W | Glencoe                                                       | |
| 34    | Frederick B. Carter, Jr. House                                      | Frederick B. Carter, Jr. House                                      | 1974 ID-Nr. 74000758                           | 1024 Judson Avenue 42° 2′ 11″ N, 87° 40′ 37″ W | Evanston                                                      | |
| 35    | Castle Tower Apartments                                             | Castle Tower Apartments                                             | 1984 ID-Nr. 84000985                           | 2212-2226 Sherman Avenue 42° 3′ 30″ N, 87° 40′ 56″ W | Evanston                                                      | |
| 36    | Chicago and Northwestern Depot                                      | Chicago and Northwestern Depot                                      | 1975 ID-Nr. 75000658                           | 1135-1141 Wilmette Avenue 42° 4′ 39″ N, 87° 42′ 20″ W | Wilmette                                                      | |
| 37    | Chicago Portage National Historic Site                              | Chicago Portage National Historic Site                              | 1966 ID-Nr. 66000108                           | South Harlem Avenue am Chicago Sanitary and Ship Canal 41° 48′ 39″ N, 87° 48′ 28″ W | Forest View                                                   | |
| 38    | Chicago Sanitary and Ship Canal Historic District                   | Chicago Sanitary and Ship Canal Historic District                   | 2011 ID-Nr. 11000907                           | Illinois Waterway miles 290.0-321.7 41° 50′ 4,8″ N, 87° 41′ 41,6″ W | Cicero, Stickney, Forest View, Summit, Willow Springs, Lemont | Teil der MPS Illinois Waterway Navigation System Facilities; verteilt sich auf mehrere Chicagoer Stadtteile und umliegende Countys |
| 39    | George Clayson House                                                | George Clayson House                                                | 1979 ID-Nr. 79000835                           | 224 East Palatine Road 42° 6′ 39″ N, 88° 2′ 18″ W | Palatine                                                      | |
| 40    | Richard Cluever House                                               |                                                                     | 1977 ID-Nr. 77000482                           | 601 North 1st Avenue 41° 53′ 35″ N, 87° 50′ 1″ W | Maywood                                                       | |
| 41    | Colonnade Court                                                     | Colonnade Court                                                     | 1984 ID-Nr. 84000987                           | 501-507 Main Street und 904-908 Hinman Avenue 42° 2′ 6″ N, 87° 40′ 43″ W | Evanston                                                      | |
| 42    | Community House                                                     | Community House                                                     | 2007 ID-Nr. 07000854                           | 620 Lincoln Avenue 42° 6′ 29″ N, 87° 44′ 0″ W | Winnetka                                                      | |
| 43    | Avery Coonley House                                                 | Avery Coonley House                                                 | 1970 ID-Nr. 70000243                           | 290 und 300 Scottswood Road, 281 Bloomingbank Road und 336 Coonley Street 41° 49′ 14″ N, 87° 49′ 43″ W | Riverside                                                     | |
| 44    | Crow Island School                                                  | Crow Island School                                                  | 1989 ID-Nr. 89001730                           | 1112 Willow Road 42° 6′ 4″ N, 87° 43′ 14″ W | Winnetka                                                      | |
| 45    | Charles Gates Dawes House                                           | Charles Gates Dawes House                                           | 1976 ID-Nr. 76000706                           | 225 Greenwood Street 42° 2′ 35″ N, 87° 40′ 25″ W | Evanston                                                      | Früheres Wohnhaus von Charles Gates Dawes                                                                                          |
| 46    | Dempster Street Station                                             | Dempster Street Station                                             | 1996 ID-Nr. 95001005                           | 5001 West Dempster Street 42° 2′ 25″ N, 87° 45′ 8″ W | Skokie                                                        | |
| 47    | Des Plaines Methodist Camp Ground                                   | Des Plaines Methodist Camp Ground                                   | 2005 ID-Nr. 05000429                           | 1250 Campground Road 42° 2′ 0″ N, 87° 53′ 21″ W | Des Plaines                                                   | |
| 48    | Herbert A. Dilg House                                               | Herbert A. Dilg House                                               | 2009 ID-Nr. 09000781                           | 8544 Callie Avenue 42° 2′ 13″ N, 87° 47′ 2″ W | Morton Grove                                                  | |
| 49    | Dorhmann-Buckman House                                              | Dorhmann-Buckman House                                              | 1995 ID-Nr. 94001598                           | 8455 West Grand Avenue 41° 55′ 45″ N, 87° 50′ 16″ W | River Grove                                                   | |
| 50    | William E. Drummond House                                           | William E. Drummond House                                           | 1970 ID-Nr. 70000241                           | 559 Edgewood Place 41° 53′ 23″ N, 87° 49′ 38″ W | River Forest                                                  | |
| 51    | George B. Dryden House                                              | George B. Dryden House                                              | 1978 ID-Nr. 78001135                           | 1314 Ridge Avenue 42° 2′ 30″ N, 87° 41′ 21″ W | Evanston                                                      | |
| 52    | Arthur J. Dunham House                                              | Arthur J. Dunham House                                              | 1982 ID-Nr. 82002524                           | 3131 South Wisconsin Avenue 41° 50′ 6″ N, 87° 48′ 1″ W | Berwyn                                                        | |
| 53    | Evanston Lakeshore Historic District                                | Evanston Lakeshore Historic District                                | 1980 ID-Nr. 80001353                           | Abgegrenzt durch Northwestern University, Michigansee, Calvary Cemetery und Chicago Avenue 42° 2′ 15″ N, 87° 40′ 30″ W                                                                                           | Evanston                                                      | |
| 54    | Evanston Ridge Historic District                                    | Evanston Ridge Historic District                                    | 1983 ID-Nr. 83000309                           | Abgegrenzt durch Main Street, Asbury Street, Ashland Street, Emerson Street, Ridge Street und Maple Avenue 42° 2′ 35″ N, 87° 41′ 21″ W                                                                           | Evanston                                                      | |
| 55    | Evanston Towers                                                     | Evanston Towers                                                     | 1984 ID-Nr. 84000990                           | 554-602 Sheridan Square 42° 1′ 43″ N, 87° 40′ 10″ W | Evanston                                                      | |
| 56    | First Congregational Church of Western Springs                      | First Congregational Church of Western Springs                      | 2006 ID-Nr. 06000673                           | 1106 Chestnut Street 41° 48′ 53″ N, 87° 54′ 11″ W | Western Springs                                               | |
| 57    | Flat Iron Building                                                  |                                                                     | 2003 ID-Nr. 03000917                           | 1441-1449 Emerald Avenue 41° 30′ 16″ N, 87° 38′ 5″ W | Chicago Heights                                               | |
| 58    | Ford Airport Hangar                                                 |                                                                     | 1985 ID-Nr. 85001009                           | Glenwood-Lansing Road Ecke Burnahn Avenue 41° 32′ 33″ N, 87° 32′ 18″ W | Lansing                                                       | |
| 59    | The Forest and Annex                                                | The Forest and Annex                                                | 1984 ID-Nr. 84000991                           | 901-905 Forest Avenue 42° 2′ 2″ N, 87° 40′ 27″ W | Evanston                                                      | |
| 60    | Fountain Plaza Apartments                                           | Fountain Plaza Apartments                                           | 1984 ID-Nr. 84000992                           | 830-856 Hinman Avenue 42° 2′ 0″ N, 87° 40′ 42″ W | Evanston                                                      | |
| 61    | William Frangenheim House                                           | William Frangenheim House                                           | 1992 ID-Nr. 92000488                           | 410 North 3rd Avenue 41° 53′ 29″ N, 87° 50′ 14″ W | Maywood                                                       | |
| 62    | Mrs. Thomas H. Gale House                                           | Mrs. Thomas H. Gale House                                           | 1970 ID-Nr. 70000239                           | 6 Elizabeth Ct. 41° 53′ 31″ N, 87° 47′ 54″ W | Oak Park                                                      | |
| 63    | Walter Gale House                                                   | Walter Gale House                                                   | 1973 ID-Nr. 73000700                           | 1031 West Chicago Avenue 41° 53′ 38″ N, 87° 48′ 7″ W | Oak Park                                                      | |
| 64    | William and Caroline Gibbs House                                    | William and Caroline Gibbs House                                    | 1992 ID-Nr. 92000048                           | 515 North 3rd Avenue 41° 53′ 32″ N, 87° 50′ 12″ W | Maywood                                                       | |
| 65    | William A. Glasner House                                            | William A. Glasner House                                            | 2005 ID-Nr. 05000105                           | 850 Sheridan Road 42° 8′ 29″ N, 87° 45′ 19″ W | Glencoe                                                       | |
| 66    | Dr. Paul W. and Eunice Greeley House                                | Dr. Paul W. and Eunice Greeley House                                | 2011 ID-Nr. 11000048                           | 545 Oak Street 42° 6′ 17″ N, 87° 43′ 31″ W | Winnetka                                                      | |
| 67    | The Greenwood                                                       | The Greenwood                                                       | 1984 ID-Nr. 84000993                           | 425 Greenwood Street 42° 2′ 35″ N, 87° 40′ 44″ W | Evanston                                                      | |
| 68    | Grosse Point Light Station                                          | Grosse Point Light Station                                          | 1976 ID-Nr. 76000707                           | 2601 Sheridan Road 42° 3′ 50″ N, 87° 40′ 34″ W | Evanston                                                      | |
| 69    | Gross Point Village Hall                                            | Gross Point Village Hall                                            | 1991 ID-Nr. 91001001                           | 609 Ridge Road 42° 4′ 33″ N, 87° 43′ 22″ W | Wilmette                                                      | |
| 70    | Grossdale Station                                                   | Grossdale Station                                                   | 1982 ID-Nr. 82004912                           | 8820½ Brookfield Avenue 41° 49′ 23″ N, 87° 50′ 33″ W | Brookfield                                                    | |
| 71    | Caroline Grow House                                                 | Caroline Grow House                                                 | 1992 ID-Nr. 92000489                           | 603 North 6th Avenue 41° 53′ 34″ N, 87° 50′ 25″ W | Maywood                                                       | |
| 72    | Gunderson Historic District                                         | Gunderson Historic District                                         | 2002 ID-Nr. 02000100                           | Abgegrenzt durch Madison Street, Harrison Street, Gunderson Street und South Ridgeland Avenue 41° 52′ 34″ N, 87° 47′ 8″ W                                                                                        | Oak Park                                                      | |
| 73    | Hangar 1, Naval Air Station-Glenview                                | Hangar 1, Naval Air Station-Glenview                                | 1998 ID-Nr. 98001357                           | 1901 4th Street 42° 5′ 26″ N, 87° 49′ 26″ W | Glenview                                                      | |
| 74    | Harrer Building                                                     | Harrer Building                                                     | 1983 ID-Nr. 83000310                           | 8051 North Lincoln Avenue 42° 1′ 39″ N, 87° 45′ 14″ W | Skokie                                                        | |
| 75    | William H. Hatch House                                              | William H. Hatch House                                              | 2007 ID-Nr. 07000898                           | 309 Keystone Avenue 41° 53′ 12″ N, 87° 49′ 5″ W | River Forest                                                  | |
| 76    | Haymarket Martyrs' Monument                                         | Haymarket Martyrs' Monument                                         | 1997 ID-Nr. 97000343                           | 863 South Des Plaines Avenue 41° 52′ 12″ N, 87° 49′ 20″ W | Forest Park                                                   | |
| 77    | Arthur Heurtley House                                               | Arthur Heurtley House                                               | 2000 ID-Nr. 00000258                           | 318 North Forest Avenue 41° 53′ 35″ N, 87° 48′ 1″ W | Oak Park                                                      | |
| 78    | Hillcrest Apartment                                                 | Hillcrest Apartment                                                 | 1984 ID-Nr. 84000994                           | 1509-1515 Hinman Avenue 42° 2′ 43″ N, 87° 40′ 42″ W | Evanston                                                      | |
| 79    | Hinman Apartments                                                   | Hinman Apartments                                                   | 1984 ID-Nr. 84000995                           | 1629-1631 Hinman Avenue 42° 2′ 48″ N, 87° 40′ 39″ W | Evanston                                                      | |
| 80    | Dr. Robert Hohf House                                               | Dr. Robert Hohf House                                               | 2008 ID-Nr. 08001166                           | 303 Sheridan Road 42° 5′ 30,9″ N, 87° 42′ 25,4″ W | Kenilworth                                                    | |
| 81    | Hofmann Tower                                                       | Hofmann Tower                                                       | 1978 ID-Nr. 78001139                           | 3910 Barry Point Road 41° 49′ 14″ N, 87° 49′ 19″ W | Lyons                                                         | |
| 82    | The Homestead                                                       | The Homestead                                                       | 2006 ID-Nr. 05001607                           | 1625 Hinman Avenue 42° 2′ 46″ N, 87° 40′ 39″ W | Evanston                                                      | |
| 83    | John Humphrey House                                                 | John Humphrey House                                                 | 2005 ID-Nr. 05000114                           | 9830 West 144th Place 41° 37′ 48″ N, 87° 51′ 34″ W | Orland Park                                                   | |
| 84    | Illinois Industrial School for Girls                                | Illinois Industrial School for Girls                                | 1998 ID-Nr. 98000978                           | 733 North Prospect Avenue 42° 1′ 18″ N, 87° 49′ 40″ W | Park Ridge                                                    | |
| 85    | The Judson                                                          | The Judson                                                          | 1984 ID-Nr. 84000998                           | 1243-1249 Judson Avenue 42° 2′ 27″ N, 87° 40′ 35″ W | Evanston                                                      | |
| 86    | Kenilworth Club                                                     | Kenilworth Club                                                     | 1979 ID-Nr. 79000832                           | 410 Kenilworth Avenue 42° 5′ 11″ N, 87° 42′ 57″ W | Kenilworth                                                    | |
| 87    | Kennicott's Grove                                                   | Kennicott's Grove                                                   | 1973 ID-Nr. 73000698                           | Milwaukee Avenue und Lake Avenue 42° 4′ 53″ N, 87° 51′ 30″ W | Glenview                                                      | |
| 88    | La Grange Village Historic District                                 | La Grange Village Historic District                                 | 1979 ID-Nr. 79000834                           | US 12 41° 48′ 37″ N, 87° 52′ 22″ W | La Grange                                                     | |
| 89    | Lake Shore Apartments                                               | Lake Shore Apartments                                               | 1984 ID-Nr. 84001000                           | 470-498 Sheridan Road 42° 1′ 37″ N, 87° 40′ 7″ W | Evanston                                                      | |
| 90    | Mads C. Larson House                                                | Mads C. Larson House                                                | 1992 ID-Nr. 92000490                           | 318 South 1st Avenue 41° 53′ 5″ N, 87° 50′ 5″ W | Maywood                                                       | |
| 91    | Lemont Central Grade School                                         | Lemont Central Grade School                                         | 1975 ID-Nr. 75000656                           | 410 McCarthy Road 41° 40′ 21″ N, 87° 59′ 50″ W | Lemont                                                        | |
| 92    | Lemont Methodist Episcopal Church                                   | Lemont Methodist Episcopal Church                                   | 1986 ID-Nr. 86001031                           | 306 Lemont Street 41° 40′ 23″ N, 88° 0′ 0″ W | Lemont                                                        | |
| 93    | Linden Avenue Terminal                                              | Linden Avenue Terminal                                              | 1984 ID-Nr. 84001002                           | 330 Linden Avenue 42° 4′ 25″ N, 87° 41′ 30″ W | Wilmette                                                      | |
| 94    | Henry Demarest Lloyd House                                          | Henry Demarest Lloyd House                                          | 1966 ID-Nr. 66000320                           | 830 Sheridan Road 42° 6′ 51″ N, 87° 43′ 56″ W | Winnetka                                                      | NHL name is The Wayside |
| 95    | Timothy J. Lynch House                                              | Timothy J. Lynch House                                              | 1992 ID-Nr. 92000047                           | 416 North 4th Avenue 41° 53′ 29″ N, 87° 50′ 18″ W | Maywood                                                       | |
| 96    | Lyons Township Hall                                                 | Lyons Township Hall                                                 | 1978 ID-Nr. 78001138                           | 53 South Mannheim Road 41° 48′ 50″ N, 87° 52′ 9″ W | La Grange                                                     | Known as the LaGrange Village Hall                                                                                                 |
| 97    | George W. Maher House                                               | George W. Maher House                                               | 1979 ID-Nr. 79000833                           | 424 Warwick Road 42° 5′ 24″ N, 87° 42′ 47″ W | Kenilworth                                                    | |
| 98    | Maple Court Apartments                                              | Maple Court Apartments                                              | 1984 ID-Nr. 84001013                           | 1115-1133 Maple Avenue 42° 2′ 20″ N, 87° 41′ 6″ W | Evanston                                                      | |
| 99    | Marshall Field and Company Store                                    | Marshall Field and Company Store                                    | 1988 ID-Nr. 87002510                           | 1144 West Lake Street 41° 53′ 21″ N, 87° 48′ 16″ W | Oak Park                                                      | |
| 100   | Marywood Academy                                                    | Marywood Academy                                                    | 2006 ID-Nr. 06000007                           | 2100 Ridge Avenue 42° 3′ 30″ N, 87° 41′ 10″ W | Evanston                                                      | |
| 101   | Masonic Temple Building                                             |                                                                     | 1992 ID-Nr. 92000491                           | 200 South 5th Avenue 41° 53′ 9″ N, 87° 50′ 22″ W | Maywood                                                       | |
| 102   | Masonic Temple Building                                             | Masonic Temple Building                                             | 1982 ID-Nr. 82002532                           | 119-137 North Oak Park Avenue 41° 53′ 17″ N, 87° 47′ 41″ W | Oak Park                                                      | |
| 103   | Lola Maverick Lloyd House                                           | Lola Maverick Lloyd House                                           | 2006 ID-Nr. 05001606                           | 455 Birch Street 42° 6′ 21″ N, 87° 44′ 12″ W | Winnetka                                                      | |
| 104   | Maywood Fire Department Building                                    | Maywood Fire Department Building                                    | 1992 ID-Nr. 92000492                           | 511 St. Charles Road 41° 53′ 17″ N, 87° 50′ 24″ W | Maywood                                                       | |
| 105   | William McJunkin House                                              | William McJunkin House                                              | 2006 ID-Nr. 06000104                           | 151 Sheridan Road 42° 5′ 43,6″ N, 87° 42′ 43,9″ W | Winnetka                                                      | |
| 106   | Melwood Apartments                                                  | Melwood Apartments                                                  | 1984 ID-Nr. 84001016                           | 1201-1213 Michigan Avenue und 205-207 Hamilton Avenue 42° 2′ 22″ N, 87° 40′ 24″ W | Evanston                                                      | |
| 107   | Michigan-Lee Apartments                                             | Michigan-Lee Apartments                                             | 1984 ID-Nr. 84001018                           | 940-950 Michigan Avenue 42° 2′ 7″ N, 87° 40′ 26″ W | Evanston                                                      | |
| 108   | Caroline Millward House                                             | Caroline Millward House                                             | 1992 ID-Nr. 92000493                           | 502 North 5th Avenue 41° 53′ 31″ N, 87° 50′ 22″ W | Maywood                                                       | |
| 109   | John Rogerson Montgomery House                                      | John Rogerson Montgomery House                                      | 2004 ID-Nr. 04000974                           | 15 Old Green Bay Road 42° 7′ 20″ N, 87° 44′ 32″ W | Glencoe                                                       | |
| 110   | J. Sterling Morton High School East Auditorium                      | J. Sterling Morton High School East Auditorium                      | 1983 ID-Nr. 83000312                           | 2423 South Austin Boulevard 41° 50′ 47″ N, 87° 46′ 23″ W | Cicero                                                        | |
| 111   | Muller House                                                        | Muller House                                                        | 1979 ID-Nr. 79000819                           | 500 North Vail Avenue 42° 5′ 15″ N, 87° 59′ 4″ W | Arlington Heights                                             | |
| 112   | Harry H. Nichols House                                              | Harry H. Nichols House                                              | 1992 ID-Nr. 92000045                           | 216 South 4th Avenue 41° 53′ 8″ N, 87° 50′ 17″ W | Maywood                                                       | |
| 113   | Northeast Evanston Historic District                                | Northeast Evanston Historic District                                | 1999 ID-Nr. 99000979                           | Abgegrenzt durch Emerson Street, Sherman Avenue, Sheridan Place, Michigansee, Sheridan Road und Orrington Avenue 42° 3′ 40″ N, 87° 40′ 47″ W                                                                     | Evanston                                                      | |
| 114   | Mr. J. William de Coursey O'Grady House                             | Mr. J. William de Coursey O'Grady House                             | 2008 ID-Nr. 08001167                           | 149 Kenilworth Avenue 42° 5′ 29,3″ N, 87° 42′ 42,8″ W | Kenilworth                                                    | |
| 115   | Oak Ridge Apartments                                                | Oak Ridge Apartments                                                | 1984 ID-Nr. 84001025                           | 1615-1625 Ridge Avenue 42° 2′ 51″ N, 87° 41′ 19″ W | Evanston                                                      | |
| 116   | Oakton Gables                                                       | Oakton Gables                                                       | 1984 ID-Nr. 84001024                           | 900-910 Oakton Street und 439-445 Ridge Avenue 42° 1′ 35″ N, 87° 41′ 7″ W | Evanston                                                      | |
| 117   | Oakton Historic District                                            | Oakton Historic District                                            | 2005 ID-Nr. 05000106                           | Abgegrenzt durch Oakton Street, Howard Street, Ridge Avenue und Asbury Avenue 42° 1′ 31″ N, 87° 41′ 15″ W | Evanston                                                      | |
| 118   | Oak Circle Historic District                                        | Oak Circle Historic District                                        | 2001 ID-Nr. 01000668                           | 318-351 Oak Circle 42° 4′ 20″ N, 87° 42′ 39″ W | Wilmette                                                      | |
| 119   | Oak Lawn School                                                     |                                                                     | 1990 ID-Nr. 90001725                           | 9526 South Cook Avenue 41° 43′ 8″ N, 87° 45′ 7″ W | Oak Lawn                                                      | |
| 120   | Oak Park Conservatory                                               | Oak Park Conservatory                                               | 2005 ID-Nr. 04001298                           | 615 Garfield Street 41° 52′ 18″ N, 87° 47′ 23″ W | Oak Park                                                      | |
| 121   | Octagon House                                                       | Octagon House                                                       | 1979 ID-Nr. 79000820                           | 223 West Main Street 42° 9′ 14″ N, 88° 8′ 20″ W | Barrington                                                    | |
| 122   | Olympia Fields Country Club                                         |                                                                     | 2001 ID-Nr. 01000082                           | 2800 Country Club Drive 41° 30′ 57″ N, 87° 41′ 6″ W | Olympia Fields                                                | |
| 123   | Orth House                                                          | Orth House                                                          | 1976 ID-Nr. 76000708                           | 42 Abbotsford Road 42° 5′ 31″ N, 87° 43′ 10″ W | Winnetka                                                      | |
| 124   | Ouilmette North Historic District                                   | Ouilmette North Historic District                                   | 2005 ID-Nr. 05001370                           | Abgegrenzt durch Chesnut Avenue, Sheridan Road, Lake Avenue und 13th Street 42° 4′ 55″ N, 87° 42′ 3″ W | Wilmette                                                      | |
| 125   | Pacesetter Gardens Historic District                                |                                                                     | 2005 ID-Nr. 05001252                           | 13604-13736 South Lowe Avenue 41° 38′ 48″ N, 87° 38′ 14″ W | Riverdale                                                     | |
| 126   | Dwight Perkins House                                                | Dwight Perkins House                                                | 1985 ID-Nr. 85001908                           | 2319 Lincoln Street 42° 3′ 44″ N, 87° 42′ 47″ W | Evanston                                                      | |
| 127   | Charles H. Patten House                                             | Charles H. Patten House                                             | 2006 ID-Nr. 06001018                           | 117 North Benton Street 42° 6′ 45″ N, 88° 2′ 28″ W | Palatine                                                      | |
| 128   | Pickwick Theater Building                                           | Pickwick Theater Building                                           | 1975 ID-Nr. 75000657                           | 5 South Prospect Avenue 42° 0′ 38″ N, 87° 49′ 45″ W | Park Ridge                                                    | |
| 129   | Pleasant Home                                                       | Pleasant Home                                                       | 1972 ID-Nr. 72000454                           | 217 Home Avenue 41° 53′ 8,4″ N, 87° 48′ 0,1″ W | Oak Park                                                      | |
| 130   | George E. Purple House                                              | George E. Purple House                                              | 2005 ID-Nr. 05000845                           | 338 Sunset Avenue 41° 48′ 36″ N, 87° 53′ 2″ W | La Grange                                                     | |
| 131   | Charles N. Ramsey and Herry E. Weese House                          | Charles N. Ramsey and Herry E. Weese House                          | 2009 ID-Nr. 09000167                           | 141 Kenilworth Avenue 42° 5′ 30,3″ N, 87° 42′ 39,3″ W | Kenilworth                                                    | |
| 132   | Raymond Park Apartments                                             | Raymond Park Apartments                                             | 2002 ID-Nr. 85003581                           | 1501 Hinman and 425 Grove 42° 2′ 41″ N, 87° 40′ 42″ W | Evanston                                                      | |
| 133   | Ridge Boulevard Apartments                                          | Ridge Boulevard Apartments                                          | 1984 ID-Nr. 84001028                           | 843-849 Ridge Avenue und 1014-1020 Main Street 42° 2′ 2″ N, 87° 41′ 12″ W | Evanston                                                      | |
| 134   | Ridge Grove                                                         | Ridge Grove                                                         | 1984 ID-Nr. 84001030                           | 1112 Grove Street 42° 2′ 43″ N, 87° 41′ 16″ W | Evanston                                                      | |
| 135   | Ridge Manor                                                         | Ridge Manor                                                         | 1984 ID-Nr. 84001034                           | 1603-1611 Ridge Avenue und 1125 Davis Street 42° 2′ 51″ N, 87° 41′ 19″ W | Evanston                                                      | |
| 136   | Ridgeland-Oak Park Historic District                                | Ridgeland-Oak Park Historic District                                | 1983 ID-Nr. 83003564                           | Abgegrenzt durch Austin Boulevard, Harlem Avenue, Ridgeland, Chicago Avenue, Lake Street und Madison Street 41° 53′ 7″ N, 87° 47′ 18″ W                                                                          | Oak Park                                                      | |
| 137   | Ridgewood                                                           | Ridgewood                                                           | 1978 ID-Nr. 78001136                           | 1703-1713 Ridge Avenue 42° 2′ 56″ N, 87° 41′ 18″ W | Evanston                                                      | |
| 138   | River Forest Historic District                                      | River Forest Historic District                                      | 1977 ID-Nr. 77000483                           | Zwischen Harlem Avenue und Des Plaines River mit zwei zusätzlichen Objekten in der Chicago Avenue und zwei weiteren in der Lake Street 41° 53′ 31″ N, 87° 49′ 9″ W                                               | River Forest                                                  | |
| 139   | Riverside Landscape Architecture District                           | Riverside Landscape Architecture District                           | 1969 ID-Nr. 69000055                           | Abgegrenzt durch 26th Street, Harlem Avenue, Ogden Avenue, Des Plaines River und Forbes Road 41° 49′ 39″ N, 87° 49′ 15″ W                                                                                        | Riverside                                                     | NHL name is Riverside Historic District                                                                                            |
| 140   | Robinson House                                                      | Robinson House                                                      | 1992 ID-Nr. 92000046                           | 602 North 3rd Avenue 41° 53′ 35″ N, 87° 50′ 14″ W | Maywood                                                       | |
| 141   | Rookwood Apartments                                                 | Rookwood Apartments                                                 | 1984 ID-Nr. 84001043                           | 718-734 Noyes Street 42° 3′ 30″ N, 87° 40′ 53″ W | Evanston                                                      | |
| 142   | Root-Badger House                                                   | Root-Badger House                                                   | 1992 ID-Nr. 92000550                           | 326 Essex Road 42° 5′ 18″ N, 87° 42′ 46″ W | Kenilworth                                                    | |
| 143   | Roycemore School                                                    | Roycemore School                                                    | 1987 ID-Nr. 87001256                           | 60 Lincoln Street 42° 3′ 41″ N, 87° 40′ 44″ W | Evanston                                                      | |
| 144   | St. James Catholic Church and Cemetery                              | St. James Catholic Church and Cemetery                              | 1984 ID-Nr. 84001047                           | 106th Street und Archer Avenue 41° 41′ 55″ N, 87° 55′ 57″ W | Lemont                                                        | |
| 145   | Paul Schweikher House and Studio                                    |                                                                     | 1987 ID-Nr. 87000098                           | 645 South Meacham Road 42° 0′ 51″ N, 88° 2′ 36″ W | Schaumburg                                                    | |
| 146   | Scoville Place                                                      | Scoville Place                                                      | 2002 ID-Nr. 02001351                           | Kreuzung von Lake Street und Oak Park Avenue 41° 53′ 23″ N, 87° 47′ 42″ W | Oak Park                                                      | |
| 147   | Shakespeare Garden                                                  | Shakespeare Garden                                                  | 1988 ID-Nr. 88002234                           | Campus der Northwestern University 42° 3′ 24″ N, 87° 40′ 34″ W | Evanston                                                      | |
| 148   | Sheridan Square Apartments                                          | Sheridan Square Apartments                                          | 1984 ID-Nr. 84001050                           | 620-638 Sheridan Square 42° 1′ 44″ N, 87° 40′ 11″ W | Evanston                                                      | |
| 149   | Mr. Robert Silhan House                                             | Mr. Robert Silhan House                                             | 2007 ID-Nr. 07000062                           | 3728 South Cuyler Avenue 41° 49′ 28″ N, 87° 46′ 53″ W | Berwyn                                                        | |
| 150   | Albert Soffel House                                                 | Albert Soffel House                                                 | 1992 ID-Nr. 92000494                           | 508 North 5th Avenue 41° 53′ 32″ N, 87° 50′ 23″ W | Maywood                                                       | |
| 151   | Stoneleigh Manor                                                    | Stoneleigh Manor                                                    | 1984 ID-Nr. 84001057                           | 904-906 Michigan Avenue und 227-229 Main Street 42° 2′ 2″ N, 87° 40′ 25″ W | Evanston                                                      | |
| 152   | Joseph P. O. Sullivan House                                         |                                                                     | 1992 ID-Nr. 92000495                           | 142 South 17th Avenue 41° 53′ 14″ N, 87° 50′ 33″ W | Maywood                                                       | |
| 153   | Sunderlage Farm Smokehouse                                          | Sunderlage Farm Smokehouse                                          | 1990 ID-Nr. 89001210                           | 1775 Vista Walk 42° 3′ 5″ N, 88° 7′ 24″ W | Hoffman Estates                                               | |
| 154   | Sylvan Road Bridge                                                  | Sylvan Road Bridge                                                  | 1978 ID-Nr. 78001137                           | Sylvan Road 42° 8′ 40″ N, 87° 45′ 48″ W | Glencoe                                                       | |
| 155   | Frank Thomas House                                                  | Frank Thomas House                                                  | 1972 ID-Nr. 72000455                           | 210 Forest Avenue 41° 53′ 28″ N, 87° 47′ 48″ W | Oak Park                                                      | |
| 156   | Jennie S. Thompkins House                                           | Jennie S. Thompkins House                                           | 1992 ID-Nr. 92000496                           | 503 North 4th Avenue 41° 53′ 28″ N, 87° 50′ 23″ W | Maywood                                                       | |
| 157   | George R. Thorne House                                              | George R. Thorne House                                              | 1997 ID-Nr. 97000381                           | 7 Cottage Row 41° 37′ 58″ N, 87° 45′ 3″ W | Midlothian                                                    | |
| 158   | F.F. Tomek House                                                    | F.F. Tomek House                                                    | 1999 ID-Nr. 99000632                           | 150 Nuttall Road 41° 49′ 56″ N, 87° 49′ 2″ W | Riverside                                                     | |
| 159   | Tudor Manor                                                         | Tudor Manor                                                         | 1984 ID-Nr. 84001058                           | 524 Sheridan Square 42° 1′ 39″ N, 87° 40′ 9″ W | Evanston                                                      | |
| 160   | Twin Tower Sanctuary                                                | Twin Tower Sanctuary                                                | 1988 ID-Nr. 88002235                           | 9967 West 144th Street 41° 37′ 43″ N, 87° 51′ 46″ W | Orland Park                                                   | |
| 161   | Unity Temple                                                        | Unity Temple                                                        | 1970 ID-Nr. 70000240                           | 875 Lake Street 41° 53′ 18″ N, 87° 47′ 48″ W | Oak Park                                                      | |
| 162   | Robert Vial House                                                   | Robert Vial House                                                   | 2007 ID-Nr. 07000853                           | 7425 South Wolf Road 41° 45′ 17″ N, 87° 53′ 45″ W | Burr Ridge                                                    | |
| 163   | Karl Vogt Building                                                  | Karl Vogt Building                                                  | 1988 ID-Nr. 87002499                           | 6811 Hickory Street 41° 34′ 29″ N, 87° 47′ 4″ W | Tinley Park                                                   | |
| 164   | Edward Kirk Warren House and Garage                                 | Edward Kirk Warren House and Garage                                 | 1986 ID-Nr. 86000136                           | 2829 and 2831 Sheridan Place 42° 4′ 10″ N, 87° 40′ 46″ W | Evanston                                                      | |
| 165   | Western Springs Water Tower                                         | Western Springs Water Tower                                         | 1981 ID-Nr. 81000219                           | 914 Hillgrove Avenue 41° 48′ 35″ N, 87° 54′ 3″ W | Western Springs                                               | |
| 166   | Westminster                                                         | Westminster                                                         | 1984 ID-Nr. 84001061                           | 632-640 Hinman Avenue 42° 1′ 47″ N, 87° 40′ 39″ W | Evanston                                                      | |
| 167   | Wheeler-Magnus Round Barn                                           | Wheeler-Magnus Round Barn                                           | 1992 ID-Nr. 92001017                           | 811 Eadt Central Road 42° 3′ 53″ N, 87° 58′ 19″ W | Arlington Heights                                             | |
| 168   | Wild Flower and Bird Sanctuary in Mahoney Park                      | Wild Flower and Bird Sanctuary in Mahoney Park                      | 1985 ID-Nr. 85000772                           | Sheridan Road 42° 5′ 21″ N, 87° 42′ 12″ W | Kenilworth                                                    | |
| 169   | Frances Willard House                                               | Frances Willard House                                               | 1966 ID-Nr. 66000318                           | 1730 Chicago Avenue 42° 2′ 54″ N, 87° 40′ 45″ W | Evanston                                                      | |
| 170   | William H. Winslow House and Stable                                 | William H. Winslow House and Stable                                 | 1970 ID-Nr. 70000242                           | 515 Auvergne Place 41° 53′ 19″ N, 87° 49′ 44″ W | River Forest                                                  | |
| 171   | Woman's Christian Temperance Union Administration Building          | Woman's Christian Temperance Union Administration Building          | 2002 ID-Nr. 02000849                           | 1730R Chicago Avenue 42° 3′ 4″ N, 87° 40′ 42″ W | Evanston                                                      | |
| 172   | Woman's Club of Evanston                                            | Woman's Club of Evanston                                            | 2006 ID-Nr. 06001020                           | 1702 Chicago Avenue 42° 2′ 52″ N, 87° 40′ 42″ W | Evanston                                                      | |
| 173   | Frank Lloyd Wright House and Studio                                 | Frank Lloyd Wright House and Studio                                 | 1972 ID-Nr. 72000456                           | 428 Forest Avenue (Haus) und 951 Chicago Avenue (Studio) 41° 53′ 39″ N, 87° 48′ 0″ W | Oak Park                                                      | |
| 174   | Frank Lloyd Wright-Prairie School of Architecture Historic District | Frank Lloyd Wright-Prairie School of Architecture Historic District | 1973 ID-Nr. and 08001096 73000699 and 08001096 | Abgegrenzt durch Harlem Avenue, Division Street, Clyde Street und Lake Street 41° 53′ 37″ N, 87° 47′ 32″ W | Oak Park                                                      | Erweiterung um die Cuyler Avenue im Jahr 2009                                                                                      |
| 175   | Joshua P. Young House                                               | Joshua P. Young House                                               | 1982 ID-Nr. 82002525                           | 2445 High St. 41° 39′ 9″ N, 87° 40′ 30″ W | Blue Island                                                   | |

## Frühere Einträge
| [ 2 ] | Name              | Bild | Eintragsdatum        | Lage                                                       | Ort          | Beschreibung |
| ----- | ----------------- | ---- | -------------------- | ---------------------------------------------------------- | ------------ | ------------ |
| 1     | Washington School |      | 2002 ID-Nr. 97000864 | 7970 Washington Boulevard 41° 44′ 15,6″ N, 87° 41′ 51,2″ W | River Forest |              |